# Champigny-le-Sec
Champigny-le-Sec foi uma comuna francesa na região administrativa da Nova Aquitânia, no departamento de Vienne. Estendia-se por uma área de 24,31 km². Em 2010 a comuna tinha 1 978 habitantes (densidade: 81,4 hab./km²).
Em 1 de janeiro de 2017, passou a fazer parte da nova comuna de Champigny en Rochereau.